# Парламентские выборы в Лихтенштейне (1982)

Парламентские выборы 1982 года в Лихтенштейне проходили 5 и 7 февраля. Большинство получил Патриотический союз, обеспечив себе в Ландтаге 8 мест из 15. Явка избирателей составила 95,4 %. Эти выборы стали последними, на которых избирателями могли быть только мужчины.

## Результаты
| Партия                             | Партия                             | Голосов | %     | Мест | +/- |
| ---------------------------------- | ---------------------------------- | ------- | ----- | ---- | --- |
|                                    | Патриотический союз                | 20 997  | 53,47 | 8    | 0   |
|                                    | Прогрессивная гражданская партия   | 18 273  | 46,53 | 7    | 0   |
| Недействительных/пустых бюллетеней | Недействительных/пустых бюллетеней | 94      | —     | —    | —   |
| Всего                              | Всего                              | 5 003   | 100   | 15   | 0   |

* Каждый избиратель имеет столько голосов, сколько мест в парламенте, поэтому общее 
количество голосов, отданных за различные партии, больше, чем количество избирателей.